# Микл, Кимберли
Кимберли Микл (англ. Kimberley Mickle) — австралийская легкоатлетка, которая специализируется в метании копья. Чемпионка мира среди юниоров 2001 года. Девятикратная чемпионка Австралии. 
Выступала на Олимпиаде в Лондоне, на которой не смогла выйти в финал.
На летних Олимпийских играх 2016 года в Рио-де-Жанейро Микл не смогла выйти в финал из-за вывиха плеча во время отборочного раунда.

## Достижения на этапах Бриллиантовой лиги
- 2013:  Adidas Grand Prix – 63,93 м
- 2013:  Prefontaine Classic – 63,80 м
- 2013:  Meeting Areva – 64,35 м
- 2013:  London Grand Prix – 63,05 м